# Ransom Riggs
Ransom Riggs – amerykański pisarz, autor powieści Osobliwy dom pani Peregrine.
Urodził się w 1979 roku, w Maryland, na dwustuletniej rodzinnej farmie, a dorastał na Florydzie. Studiował literaturę angielską na Kenyon College oraz filmoznawstwo na Uniwersytecie Południowej Kalifornii. W magazynie „Mental floss” publikował artykuły na temat Sherlocka Holmesa, zatytułowane „Sherlock Holmes Handbook. The Methods and Mysteries of the World's Greatest Detective”, które zostały wydane w 2009 roku jako przewodnik do filmu Sherlock Holmes (2009].
Riggs zbierał również ciekawe fotografie, które, za zgodą swojego wydawcy, Quirk Books, chciał wydać jako książkę z obrazkami. Za radą redaktora ułożył je jednak w przewodnik, do którego dołączył narrację. Tak powstał Osobliwy dom pani Peregrine, który zyskał status bestsellera New York Timesa. W 2016 na podstawie książki powstał film pod tym samym tytułem w reżyserii Tima Burtona.
Inna książka Riggsa, również inspirowana fotografiami, „Talking Pictures”, została wydana w Stanach Zjednoczonych w październiku 2012. W 2014 ukazała się kolejna część Osobliwego domu..., zatytułowana „Hollow City”. W 2015 wydana została ostatnia część trylogii pod tytułem „Biblioteka dusz”. W 2019 wydana została „Mapa dni”, jako kontynuacja cyklu. Kolejną odsłoną przygód Jacoba i jego przyjaciół przedstawiono w „Konferencji Ptaków”, opublikowanej w 2020 r., sugerując tym samym ukazanie się kolejnych książek z serii.